# Bundesstraße 66
Pour les articles homonymes, voir B66 et Route 66 (homonymie).
La Bundesstraße 66 (abrégé en B 66) est une Bundesstraße reliant Barntrup à Bielefeld.

## Localités traversées
- Barntrup
- Lemgo
- Lage
- Bielefeld

## Divers
Avec la Route nationale 66 en France et la Route nationale 66 ein Belgique, la Bundesstraße 66 est sujet du livre bilingue Au nom de la Route 66 - Trois voyages en Europe / Im Namen der Route 66 - Drei Reisen in Europa de Roland Siegloff (texte) et Thierry Monasse (photos).